# Kjell Sundin
Kjell Sundin, född 8 juli 1937 i Harmånger, död 2 december 2009 i Gävle, var en svensk företagsekonom och tidningsdirektör.
Sundin växte upp i Harmånger och avlade realexamen i Hudiksvall 1954 och läste handelslinjen året efter. 1963–1967 tog han en examen i företagsekonomi via Hermods.
Han inledde karriären vid J. E. Arndt i Hudiksvall 1955–1959. Han var därefter på Förenade färg 1959–1963 och Forsså bruk 1963–1966. År 1966 kom han till Handelsbanken i Sundsvall, först som konsulent. År 1970 flyttade han till SHB:s regionkontor i Gävle för att bli säljledare där. År 1972 blev han marknadsdirektör på Handelsbanken. Han satt även i Gävle kommunfullmäktige från 1972.
Den 1 oktober 1979 blev Sundin marknadsdirektör på Gefle Dagblad. År 1981 utsågs han till vd för Gefle Dagblad. Han genomförde en tidig konsolideringsaffär inom dagspressen när GD år 1985 köpte Sundsvalls Tidning och Örnsköldsviks Allehanda. Han lämnade vd-jobbet 1990 för att bli styrelseordförande i GD-koncernen, sedermera Mittmedia. Han slutade som styrelseordförande i juni 2006.
Sundin hade ett antal styrelseuppdrag inom GD:s dotterbolag, ägare och andra liberala tidningsföretag. Bland annat var han ordförande för Förenade Landsortstidningar 1986–1997 och ordförande för Liberala Nyhetsbyrån 1983–1988.